# Lyndon B. Johnson
Lyndon Baines Johnson, anche chiamato con le iniziali LBJ (Stonewall, 27 agosto 1908 – Stonewall, 22 gennaio 1973), è stato un politico statunitense, 36º Presidente degli Stati Uniti d'America dal 1963 al 1969. In precedenza 37º Vicepresidente dal 1961 al 1963, assunse la Presidenza dopo l'assassinio di John Fitzgerald Kennedy a Dallas il 22 novembre 1963. Democratico del Texas, nella sua carriera politica fu anche deputato e leader di maggioranza al Senato dal 1955 al 1961; fu una delle sole 3 persone ad aver ricoperto tutte le 4 cariche federali.
Johnson fu confermato presidente alle presidenziali del 1964, quando sconfisse il senatore dell'Arizona Barry Goldwater, ottenendo un clamoroso 61,05% nel voto popolare: promosse un ampio piano di riforme sociali e di avanzamento dei diritti civili della popolazione nera, fin allora segregata. I programmi, nominati sommariamente Great Society, migliorarono le condizioni di vita di milioni di americani poveri. Si tradussero in una nuova legislazione federale - approvata grazie a una schiacciante maggioranza Democratica al Congresso, e alle doti di persuasione e pressione di Johnson - che si proponeva di azzerare l'ingiustizia razziale, ampliare la radiodiffusione pubblica, estendere Medicare e Medicaid, investimenti nell'istruzione, nelle arti, nello sviluppo urbano e rurale, nei servizi pubblici. In materia di immigrazione, egli promosse una più grande ondata migratoria da Paesi fuori dall'Europa.
In politica estera, Johnson patrocinò un'intensificazione della guerra del Vietnam. Dopo la Risoluzione del Golfo del Tonchino, passata al Congresso nel 1964, egli ottenne il potere di usare le forze militari nell'Asia Sudorientale senza dover chiedere una dichiarazione di guerra ufficiale. Il crescente coinvolgimento nella lotta al Vietnam comunista del Nord occupò e consumò la sua Amministrazione e la sua autorità politica: timoroso di un'estensione del potere comunista in Asia - la cosiddetta Teoria del domino - Johnson reagì schierando massicciamente le truppe americane. Dal dispiegamento di 16 000 consiglieri militari in teoria senza impiego diretto in combattimento nel 1963, si arrivò all'impiego di oltre 500 000 soldati nel 1968, impiegati costantemente nelle cruente missioni di ricerca e distruzione. Le perdite di americani crebbero, senza che si profilasse all'orizzonte una vittoria militare o una pace favorevole. Come reazione, negli USA nacque un potente, aggressivo movimento anti-guerra, principalmente tra i giovani studenti maschi dei campus americani, allora coscritti nella leva obbligatoria.
Inoltre, a partire dall'estate 1965 iniziarono gravi tumulti urbani nelle principali città USA, aumentando il tasso dei crimini, mentre gli oppositori di Johnson invocavano politiche "Legge e ordine" per contrastare i fenomeni violenti. All'inizio del 1968, la popolarità di Johnson era crollata: il pubblico era ormai frustrato e furente sia per la guerra in Indocina sia per la crescente violenza nelle strade. Le crescenti divisioni all'interno della sua Amministrazione e l'inquietante situazione di stallo della nazione avevano profondamente lacerato il Partito Democratico, all'interno del quale oramai elementi dell'ala anti-guerra denunciavano apertamente Johnson. Dopo il risultato deludente delle primarie in New Hampshire - nel quale Eugene McCarthy, esponente dell'ala contro la guerra, ottenne un sorprendente 42% contro il presidente in carica - Johnson rinunciò il 31 marzo a ricandidarsi per un nuovo mandato e annunciò il proprio ritiro dalla vita politica.
Con l'elezione di Richard Nixon si ruppe la "New Deal Coalition", quel formidabile aggregato di blocchi politici e sociali che dall'elezione di F.D. Roosevelt dominò la politica americana dal 1932 alla fine degli anni sessanta, con la parentesi della presidenza di Dwight D. Eisenhower.

## Biografia

### Gioventù

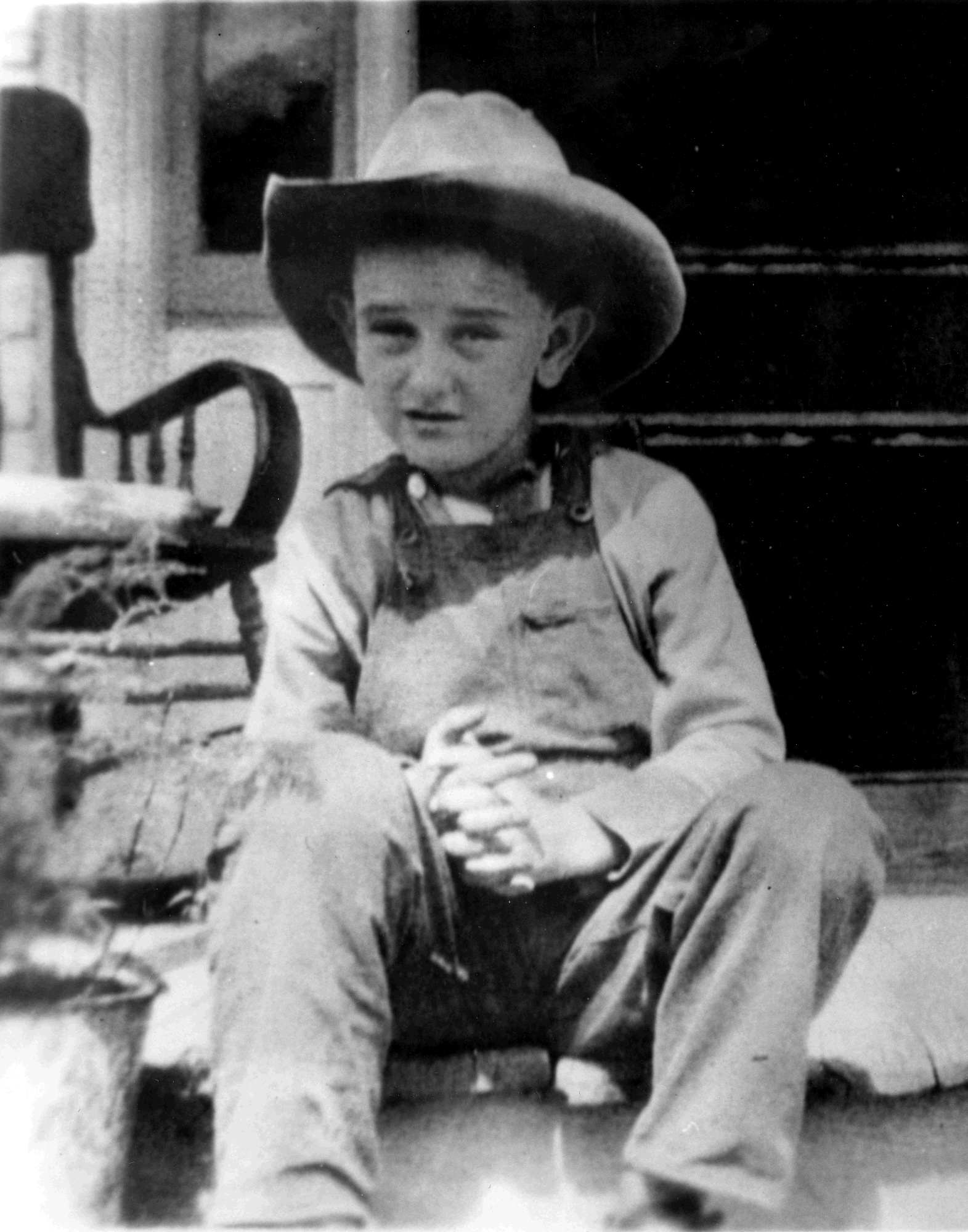
Un piccolo Johnson nel 1915

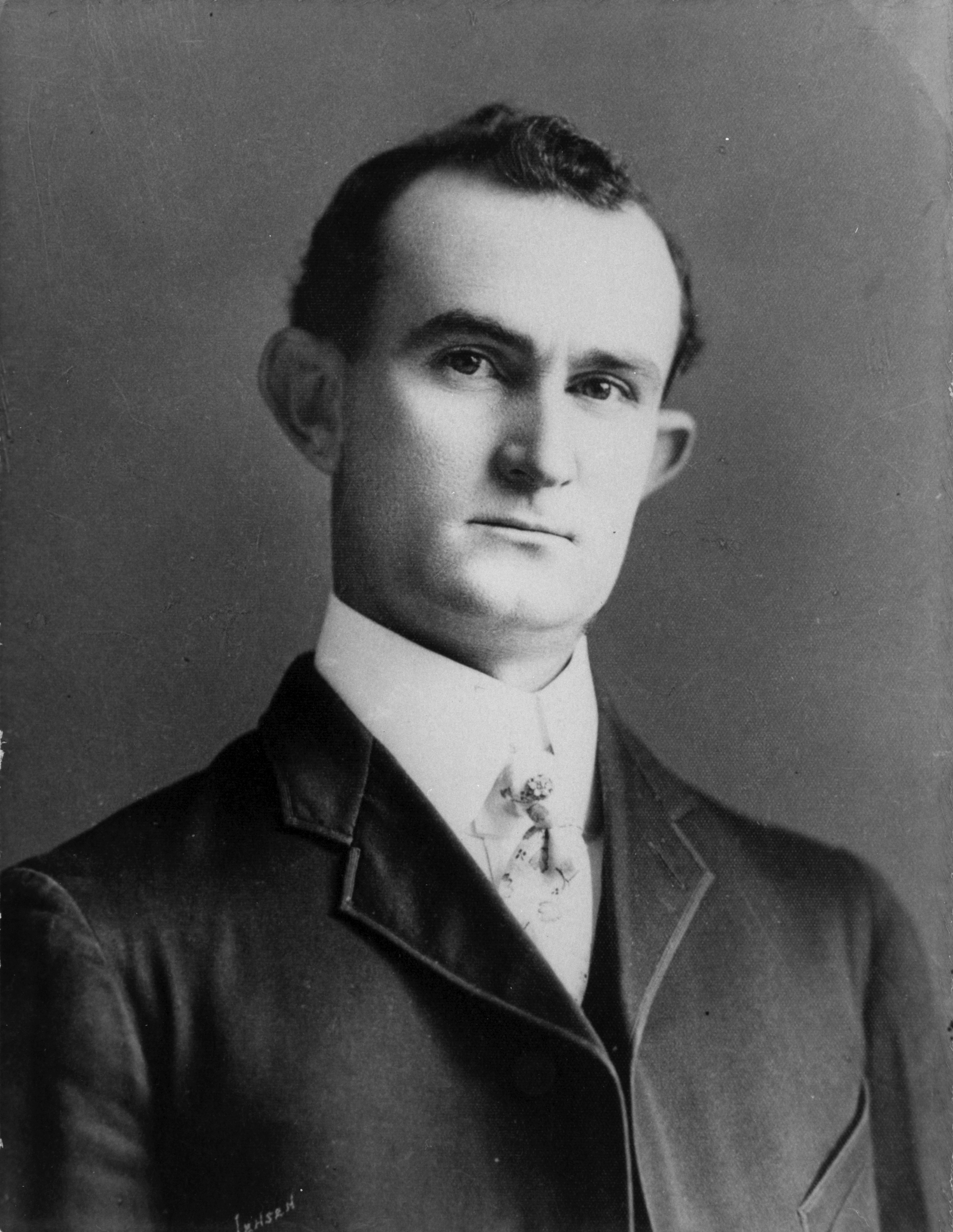
Samuel Ealy Johnson Jr., padre del presidente, nel 1907

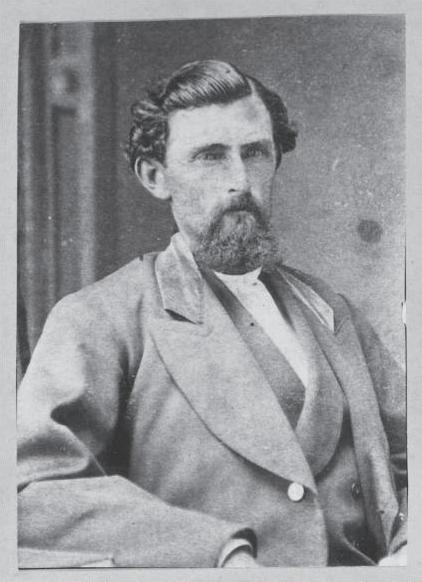
Samuel Ealy Johnson Sr., nonno paterno del presidente

Nacque il 27 agosto 1908, a Stonewall, Texas, nei pressi di Johnson City, piccola cittadina che portava il nome di suo nonno, Samuel Ealy Johnson Sr. (1838-1915), cowboy che aveva guidato le mandrie attraverso lo Stato. Il padre, Samuel Ealy Johnson Jr. (1877-1937), era un contadino, cugino di uno dei banditi che facevano parte della banda criminale dei "Cowboys", Zwing Hunt. Prima di darsi alla politica, lavorò in un cantiere, lavò i pavimenti e fece il custode. Johnson ebbe un contatto diretto con la povertà e la depressione economica delle zone in cui crebbe, rendendolo estremamente sensibile circa i problemi sociali e la discriminazione, elementi che influenzeranno buona parte della sua futura azione politica. La madre, Rebekah Baines (1881-1958), era la nipote di George Washington Baines (1807-1882), pastore ecclesiastico, direttore di otto chiese nel Texas, nonché co-fondatore della Baylor University.

### Università e ingresso in politica
La sua carriera politica iniziò quando un deputato texano, Richard M. Kleberg, gli offrì un posto come segretario. Johnson approfittò dell'occasione per studiare giurisprudenza alla Georgetown University. Era un seguace di Roosevelt, e collaborò al suo programma del New Deal.
Più tardi ripudiò la matrice progressista liberal rooseveltiana, assumendo posizioni schiettamente conservatrici, in stretta correlazione coi profondi cambiamenti che avvenivano nel corpo elettorale texano, e si espresse in modo decisamente ostile nei confronti dei diritti civili delle minoranze nere. Questa fu una manovra eminentemente politica, tanto che non si può certamente stabilire quanto fosse in sintonia con gli intimi convincimenti di Johnson, che successivamente avrebbe fatto dei diritti civili uno dei suoi cavalli di battaglia della sua presidenza. Il 17 novembre 1934 Johnson sposò Claudia Alta Taylor, detta Lady Bird.

### Servizio militare ed elezione al Congresso

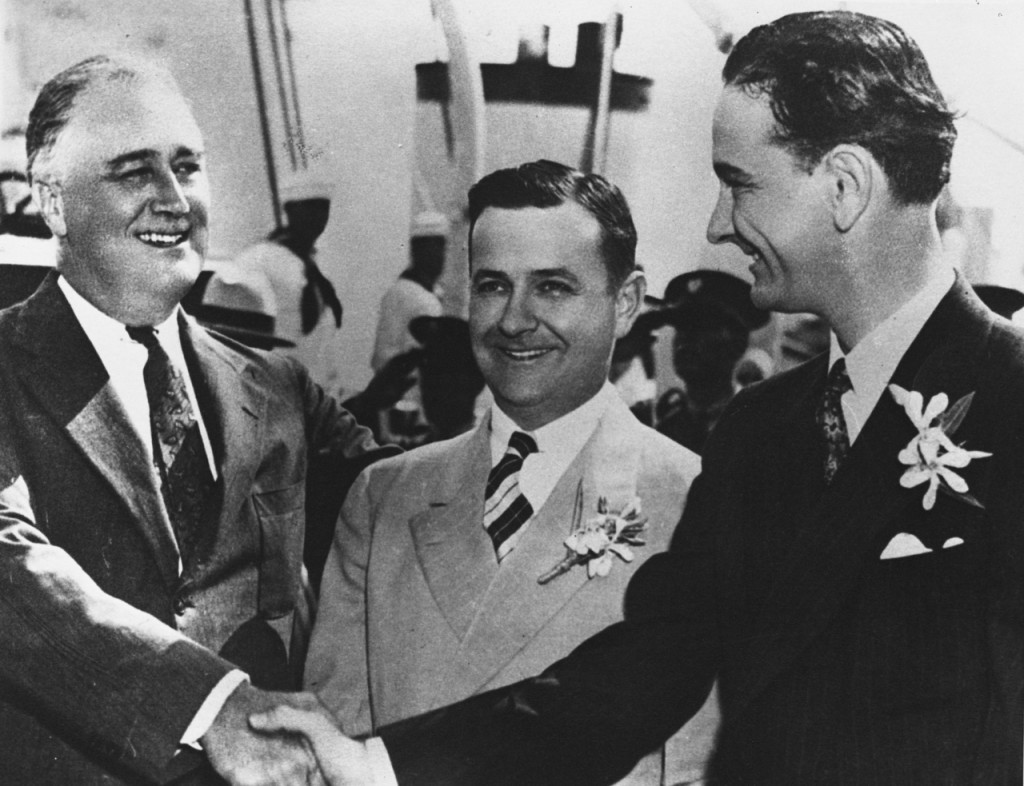
Il giovane Lyndon Johnson (a destra) stringe la mano del presidente Franklin Delano Roosevelt in un incontro a Galveston, Texas, il 12 maggio 1937. Al centro il governatore dello stato Glover Allred

Nel 1937 fu eletto alla Camera dei Rappresentanti. Il 30 ottobre dello stesso anno Johnson entrò nella Massoneria nella loggia n. 561, a Johnson City. Molti, compresi la maggioranza degli affiliati e delle logge, non lo annoverano tra i presidenti massoni poiché si allontanò quasi subito dall'associazione e completò solo l'iniziazione come Apprendista, non divenendo quindi mai né Muratore né Maestro. Partecipò come ufficiale di marina alla seconda guerra mondiale e nel 1949, al suo secondo tentativo, fu eletto al Senato.
Il suo primo tentativo, nel 1941, era stato accompagnato da insistenti voci circa gli illeciti perpetrati dal senatore uscente, W. Lee "Pappy" O'Daniel, e da Johnson stesso, che non contestò il risultato che lo vedeva uscire sconfitto. Non mancarono d'altronde, per tutto il corso della sua vita, allusioni alla maniera poco limpida con cui si sarebbe affermato - di strettissima misura - sull'ex-Governatore del Texas, il popolarissimo e razzista Coke Stevenson, ben noto per i suoi atteggiamenti filo-segregazionisti nei confronti della minoranza di colore.
Al senato, Johnson puntò a tessere buoni rapporti con i senatori più potenti e influenti del tempo, permettendogli di scalare rapidamente posizioni di potere. In breve tempo, Johnson riuscì a ottenere la posizione di Majority Whip e ben presto, nel 1954, divenne leader della maggioranza. Il suo successo in questa carica fu immediato, riuscendo a mantenere il suo partito compatto: ben presto divenne nota la sua tattica del "trattamento" nei confronti dei suoi colleghi di partito, rendendoli vicini alle sue posizioni e mantenendoli fedeli alla linea di partito.

### Candidatura alla Casa Bianca e nomina alla Vicepresidenza
Nel 1960 si candidò alle primarie democratiche venendo però sconfitto da John Fitzgerald Kennedy. Mantenne l'incarico di leader dei Democratici al Senato, finché lo stesso Kennedy lo scelse come candidato vicepresidente per le elezioni di quell'anno. Secondo molti la sua presenza fu determinante per attirare su John Fitzgerald Kennedy molti voti del sud. Nonostante l'avversione di Robert Kennedy, e in generale i rapporti non ottimali di tutta la famiglia Kennedy nei suoi confronti, JFK decise comunque di portare Johnson nel governo per poter avere i suoi cospicui voti, soprattutto quelli del Texas.

### Presidenza
(Lyndon Johnson, discorso televisivo del 22 novembre 1963)

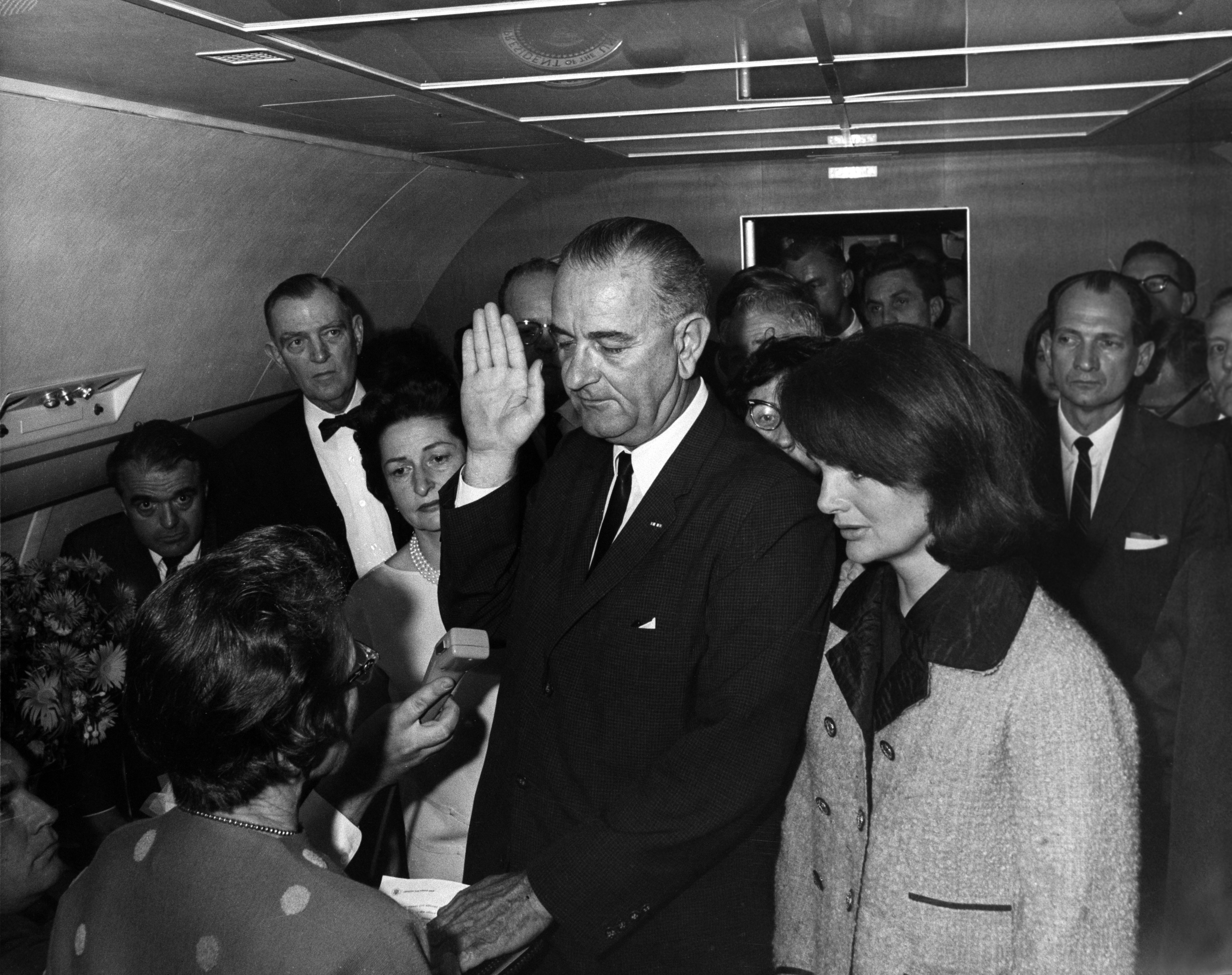
Lyndon Johnson presta giuramento nell'ufficio dell'aereo presidenziale nelle mani del giudice Sarah Hughes. Accanto a lui Jacqueline, vedova di John Fitzgerald Kennedy, la moglie di Johnson e vari membri dell'entourage presidenziale.

Lyndon Johnson salì inaspettatamente e improvvisamente alla massima carica in quel drammatico 22 novembre 1963, subito dopo l'assassinio di John Fitzgerald Kennedy. Avendo una notevole abilità nelle grandi manovre parlamentari e conoscendo i meccanismi della democrazia, ci si aspettava riuscisse a superare molti problemi economici e legislativi che avevano frenato il predecessore, e fu così. Johnson giurò fedeltà alla Costituzione degli Stati Uniti, secondo la cerimonia prevista, cioè con la mano sinistra sulla Bibbia e la mano destra alzata, ma in maniera dimessa, sull'aereo presidenziale che lo avrebbe riportato a Washington con il corpo di John Kennedy, alla presenza della vedova Jackie Kennedy e del giudice federale Sarah T. Hughes.
Anni dopo si scoprì poi che Johnson non utilizzò la Bibbia, ma un messale cattolico, unico libro disponibile ritenuto adatto alla circostanza, trovato nella scrivania di Kennedy. La cerimonia avvenne all'interno dell'ufficio di bordo dell'aereo due ore e otto minuti dopo la morte del presidente Kennedy. Il giudice federale Sarah Hughes fu scelta come ufficiale civile, in quanto vicina a Dallas e amica di famiglia di Johnson, facendo di lui il primo presidente che giurò nelle mani di una donna. Egli è anche l'unico presidente ad aver giurato sul suolo del Texas, il suo stato natale.
Johnson tenne il discorso al Congresso ricordando il Presidente scomparso: "Nessuna orazione commemorativa o più eloquente elogio potrebbe onorare la memoria del presidente Kennedy che il passaggio, prima possibile, della proposta di legge per i diritti civili per i quali ha combattuto così a lungo". L'ondata di lutto nazionale dopo l'assassinio dette un enorme impulso alla promessa di Johnson di portare a compimento i programmi di Kennedy.
Volendo approfondire i risultati dell'inchiesta dell'FBI sull'assassinio Kennedy e, a causa dell'impossibilità di celebrare un processo contro il presunto omicida, ucciso due giorni dopo da Jack Ruby, nella settimana successiva all'assassinio del Presidente, Johnson creò un gruppo guidato dal presidente della Corte Suprema Earl Warren, conosciuto per questo come la Commissione Warren, per indagare sul delitto. La Commissione concluse che l'unico sospettato, l'ex marine Lee Harvey Oswald, attivista filo-castrista e squilibrato, assassinò Kennedy da solo.
Non tutti erano d'accordo con la Commissione Warren e numerose indagini sulla vicenda, pubbliche e private, sono continuate per decenni. Il fratello del presidente defunto, il procuratore generale Robert F. Kennedy, con il quale Johnson aveva un rapporto notoriamente difficile, rimase in carica per pochi mesi fino a lasciare nel 1964, partecipando alle elezioni per il Senato.
Johnson era ritenuto dagli analisti e dai giornalisti politici un semplice funzionario di transizione, anche se avrebbe presto smentito queste voci.

#### La politica interna: i diritti civili e laGreat Society
(Johnson al Congresso, prima del voto finale sui diritti civili.)
Johnson compì il resto del mandato presidenziale di Kennedy muovendosi con cautela. Nel 1964, scaduto il mandato, si ricandidò battendo nettamente il candidato repubblicano Barry Goldwater alle elezioni di quell'anno. Vinse col 61,1% dei voti, conquistando 44 stati su 50, una delle vittorie più schiaccianti della storia americana. La campagna elettorale a effetto – raffigurante una bambina che sfoglia una margherita per decidere, contrapposta al pericolo di una guerra nucleare nel caso di vittoria repubblicana – fu curata dall'agenzia pubblicitaria DDB di Bill Bernbach. Legittimato dall'ampia vittoria personale, Johnson cominciò la sua politica, varando ambiziose spese sociali, in parte completando e superando quello che Kennedy aveva cominciato.

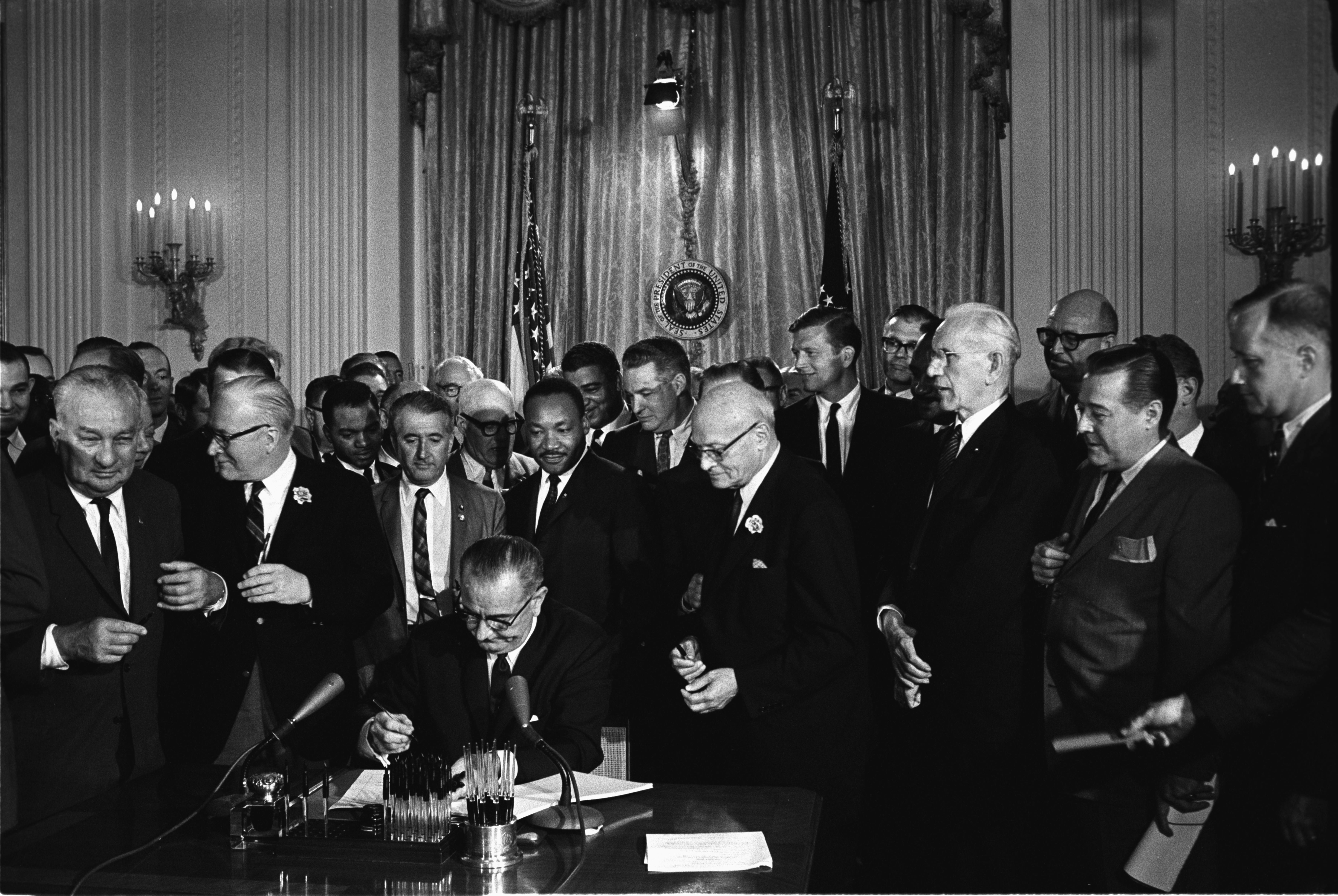
Johnson firma il Civil Rights Act. Alle sue spalle è visibile Martin Luther King

Molte tra le numerose misure varate da Johnson durante la sua presidenza sono ispirate dal concetto da lui coniato di Great Society, un insieme di riforme per eliminare alcuni tra i più radicati problemi negli Stati Uniti del tempo, come la povertà e la segregazione razziale. Per eliminare quest'ultima, Johnson si impegnò per completare e poi emanare la legge sui diritti civili già delineata da John Fitzgerald Kennedy, il Civil Rights Act of 1964, che di fatto pose fine al sistema della segregazione, implementando misure per arginare la discriminazione razziale in campo lavorativo e garantendo agli afroamericani la possibilità di esercitare il loro diritto di voto: ulteriore passo avanti in questo senso fu poi compiuto dal Voting Rights Act of 1965.
La "guerra alla povertà" fu un punto fermo nell'orientare le politiche Johnsoniane:
(Johnson al Congresso, durante il discorso sullo stato dell'Unione del 1964.)
Le più importanti misure per arginare le difficoltà economiche negli Stati Uniti e portare avanti la "guerra alla povertà" inclusero piani di formazione per i più poveri e per i giovani (Economic Opportunity Act of 1964), programmi di lavoro per le comunità più povere della nazione, sussidi a madri sole con figli a carico, e un ampio programma di buoni-pasto (Food Stamp Act of 1964). Grazie a queste misure il livello di povertà nel paese scese dal 22,4% del 1960 al 12,6% del 1970, anche se in alcuni casi i programmi non riuscirono a essere implementati con piena efficienza a causa di pesantezze burocratiche.
Inoltre, nel 1965, Johnson diede vita, a partire da un'idea già espressa da Kennedy, a una struttura denominata VISTA, acronimo di Volunteers In Service To America, con finalità di assistenza sociale e operante sulle questioni della povertà e dell'emarginazione sociale, basata essenzialmente sul volontariato. Sotto la sua amministrazione gli USA attraversarono un periodo di prosperità economica, soprattutto dovuta al forte aumento della spesa pubblica causato dalle riforme e dalla guerra del Vietnam. Sul piano sociale fu un periodo molto turbolento, a causa dell'estremizzazione del movimento per i diritti civili e delle proteste studentesche contro la guerra del Vietnam.

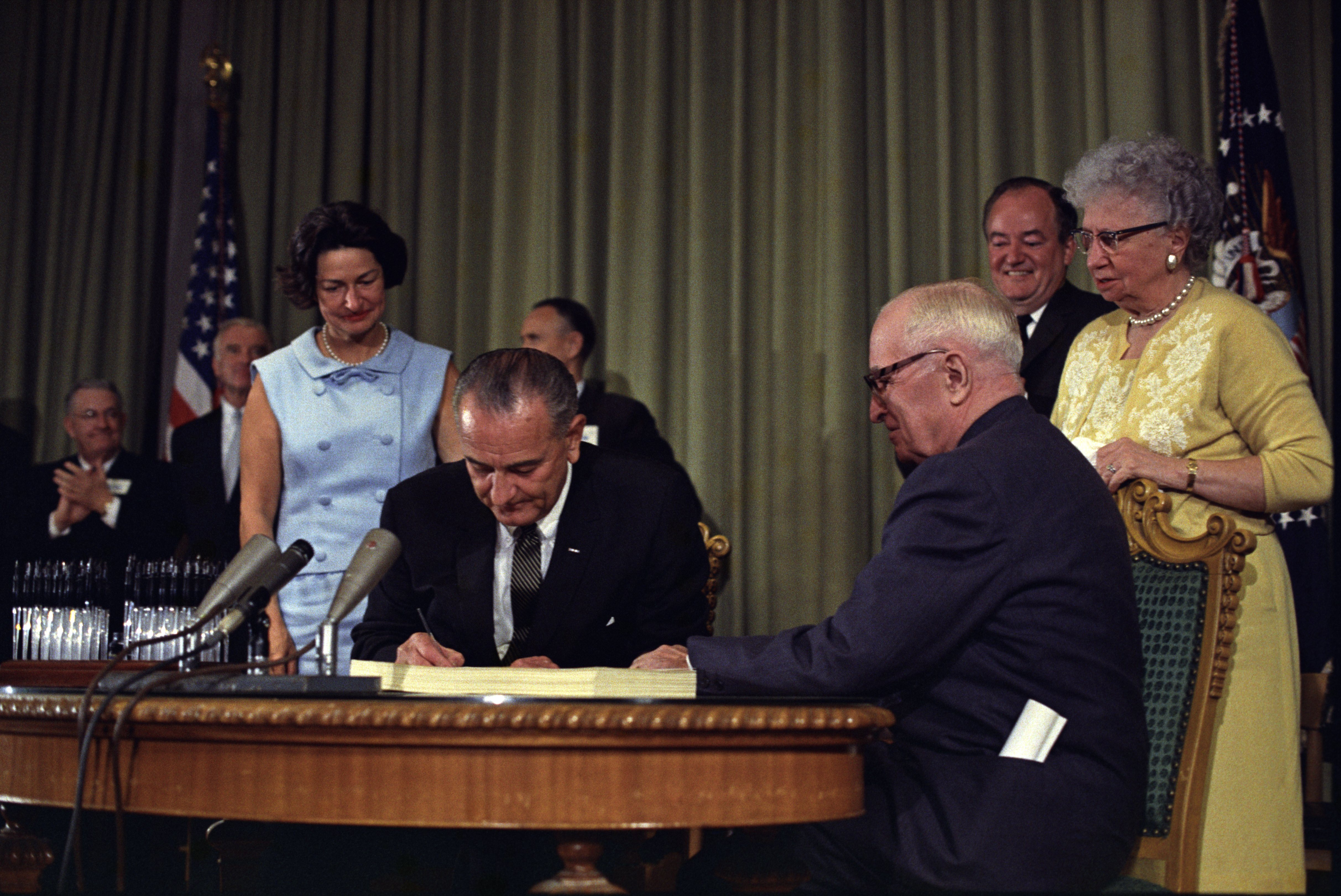
Johnson (sinistra) con l'ex Presidente Truman, al momento della firma della legge sull'assistenza sanitaria

Cruciali per il passaggio del Civil Rights Act non erano solo le manovre congressuali, ma anche la pressione dell'opinione pubblica, che era stata alimentata da una campagna guidata dal dott. Robert Hayling e da Martin Luther King a St. Augustine (Florida) - "la più antica città della nazione" - nella primavera ed estate del 1964. I gravi incidenti a St. Augustine, tra cui l'arresto di Martin Luther King in un ristorante segregazionista, l'arresto di massa più grande della storia americana, l'arresto della madre settantaduenne del governatore del Massachusetts, gli interventi energici a St. Augustine Beach, molti pestaggi brutali e il versamento di acido nella piscina di un motel quando un gruppo di bianchi e neri stava nuotando, dimostrava al popolo americano la necessità di approvare la legge.
Nello Stato del Mississippi iniziò una campagna per la registrazione delle persone di colore nelle liste elettorali guidata da SNCC, NAACP, CORE e SCLC. Il locale governo, forze dell'ordine, White Citizens' Council e Ku Klux Klan si opposero in ogni modo ricorrendo a intimidazioni, arresti, pestaggi, torture e omicidi. In definitiva, il 19 giugno, il disegno di legge sostitutivo (di compromesso) fu approvato al Senato con un voto di 73-27 e rapidamente passò attraverso il Congressional conference committee di Camera e Senato, che ne adottò la versione del Senato. La legge, nella versione di compromesso, fu approvata dalle due assemblee del Congresso e venne firmata dal Presidente Johnson il 2 luglio 1964. La leggenda vuole che, quando appoggiò la penna, Johnson abbia detto a un aiutante, riferendosi al Partito Democratico, "Abbiamo perso il Sud per una generazione."
Johnson era quindi consapevole che queste leggi, soprattutto quella sui diritti civili, avrebbero fatto perdere consensi al suo partito al sud. Dopo alcuni omicidi politici Johnson attaccò pubblicamente il Ku Klux Klan definendola come "un'associazione di incappucciati fanatici". Nominò poi Thurgood Marshall, avvocato, come primo giudice afroamericano della Corte Suprema. Fece inoltre varare una legge per il controllo delle armi e incrementò il programma spaziale che avrebbe portato allo sbarco sulla Luna del 1969. Intanto il Mississippi Freedom Democratic Party, nato per riunire gli elettori democratici antisegregazionisti, designò propri delegati alla Convention democratica e sfidò il tradizionale partito formato da soli bianchi. Johnson, però, arrestò l'operazione per paura di perdere consensi in campagna elettorale.
Dovette però successivamente affrontare le proteste nelle periferie, sia da parte di estremisti neri che volevano una politica più radicale, soprattutto dopo gli omicidi, opera di militanti segregazionisti, di Malcolm X (1965) e Martin Luther King (1968), sia da parte dei razzisti bianchi che non accettavano le nuove leggi e la mescolanza razziale, che secondo loro ne sarebbe derivata. Johnson inviò l'esercito per sedare le rivolte ma anche per proteggere la popolazione di colore dalle rappresaglie negli Stati del sud. Dal 7 al 16 marzo 1965, in Alabama, alcune marce di attivisti per i diritti civili partiti da Selma e diretti a Montgomery vennero bloccati da un largo spiegamento di forze dell'ordine che attaccò i manifestanti provocando diversi feriti e un morto, nel cosiddetto Bloody Sunday (Domenica di Sangue).
L'11 agosto a Los Angeles, nel quartiere di Watts, scoppiò una sommossa a sfondo razziale che durò per 6 giorni e causò 34 morti e 1 032 feriti (Fatti di Watts). Johnson firmò, sempre nel 1965, la sopracitata legge sul voto, la quale proibisce agli Stati pratiche e procedure che inquinino il diritto di voto e specificamente bandisce i test di alfabetizzazione come requisito per le liste elettorali, uno dei metodi principali introdotti negli Stati del sud per impedire il voto agli afroamericani. Successivamente si giunse a numerose altre leggi, come il Civil Rights Act del 1968. Vennero quindi completamente proibite le discriminazioni razziali sulla scelta dei candidati ai posti di lavoro, nelle scuole e negli affitti delle case e in qualunque altro luogo, incrementando anche la presenza delle persone di colore in politica.

#### Politica estera: la guerra del Vietnam
(Lyndon Johnson comunica alla Nazione la dichiarazione di guerra al Vietnam del Nord.)

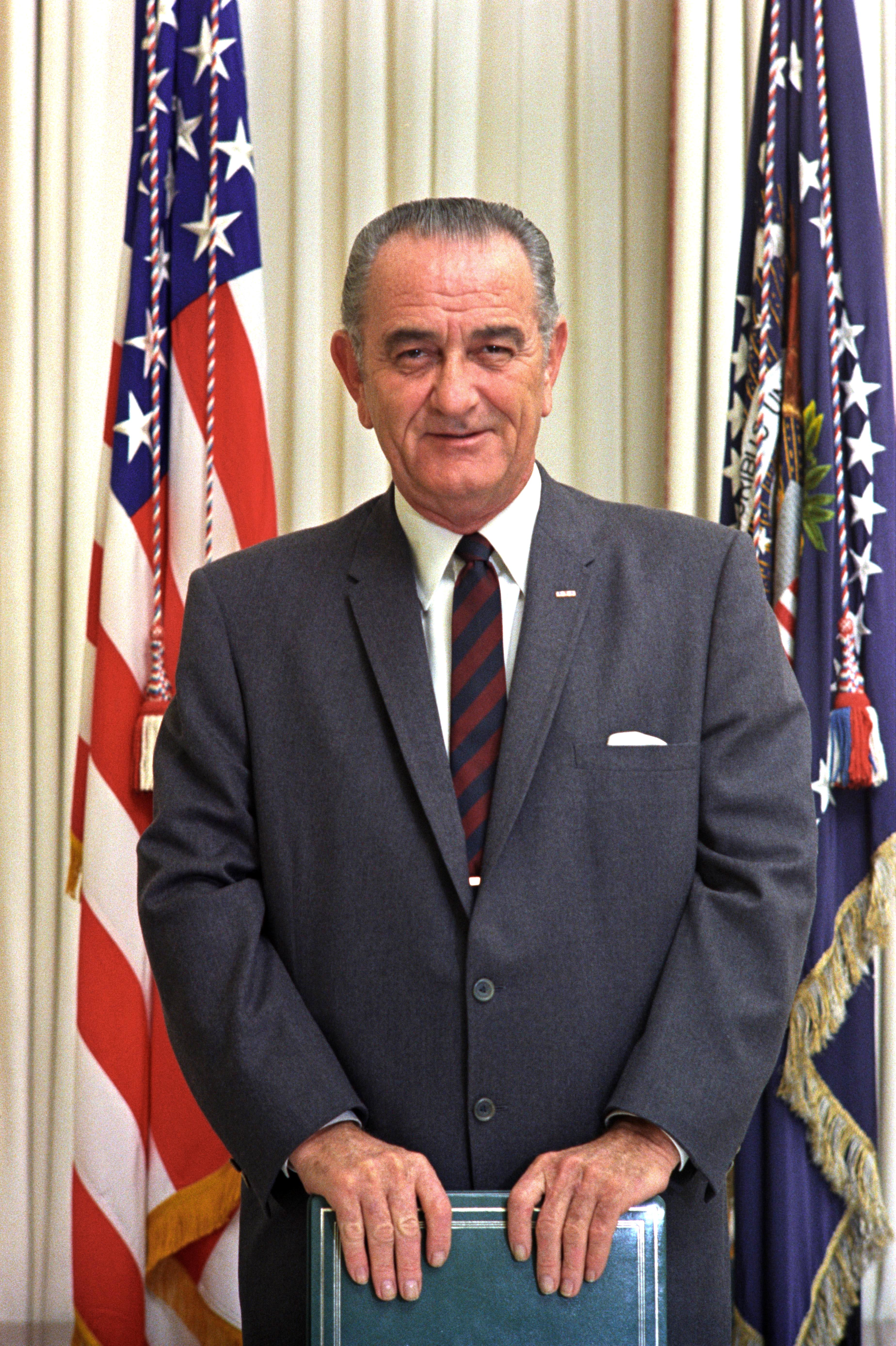
Johnson in una fotografia scattata nel gennaio 1969, a pochi giorni dall'insediamento ufficiale del suo successore Richard Nixon

In politica estera l'amministrazione Johnson fu considerata artefice del disastro in Vietnam. Il problema era stato ereditato dalle amministrazioni precedenti, soprattutto da quella di Kennedy, ma fu lui (malgrado la sua attitudine a mantenere una certa prudenza rispetto a ulteriori coinvolgimenti, influenzato largamente dai suoi consiglieri, in buona parte già membri dello staff di JFK) a dare la spinta decisiva che nel 1964 avrebbe portato all'ostilità aperta contro il Vietnam del Nord.
In seguito a un presunto attacco a una nave americana nel Golfo del Tonchino, Johnson convinse il Congresso ad approvare la Risoluzione del Golfo del Tonchino, con la quale si davano pieni poteri al governo per gestire il conflitto. Nell'estate 1965 decise infine, dopo molti dubbi e ripensamenti, di approvare i piani del generale William Westmoreland che diedero inizio all'Escalation, la fase di crescente impegno di truppe americane e di continue operazioni di ricerca e distruzione per cercare di ottenere una vittoria militare in Vietnam. Il pessimo andamento della guerra del Vietnam portò a una crescente sfiducia dell'opinione pubblica nei suoi confronti, e nel 1968, in seguito all'offensiva del Têt, l'amministrazione fu accusata di aver mentito al popolo americano sull'andamento della guerra. Johnson dichiarò nel 1965:
(Lyndon Johnson in un discorso televisivo alla Nazione il 28 luglio 1965.)

#### Le fallite trattative di pace
(Johnson sulla guerra in Vietnam)
Johnson cercò quindi di tornare sui suoi passi e favorire delle trattative di pace con il Vietnam del Nord. Tali trattative fallirono miseramente in quanto i rappresentanti del Vietnam del Sud non furono convocati e quindi non si presentarono ai colloqui di Parigi. Secondo il giornalista Christopher Hitchens furono le manovre politiche del futuro presidente Richard Nixon e di Henry Kissinger a far fallire le trattative di pace di Johnson, che avrebbero potuto porre fine al conflitto con anni di anticipo.

#### Declino e ritiro

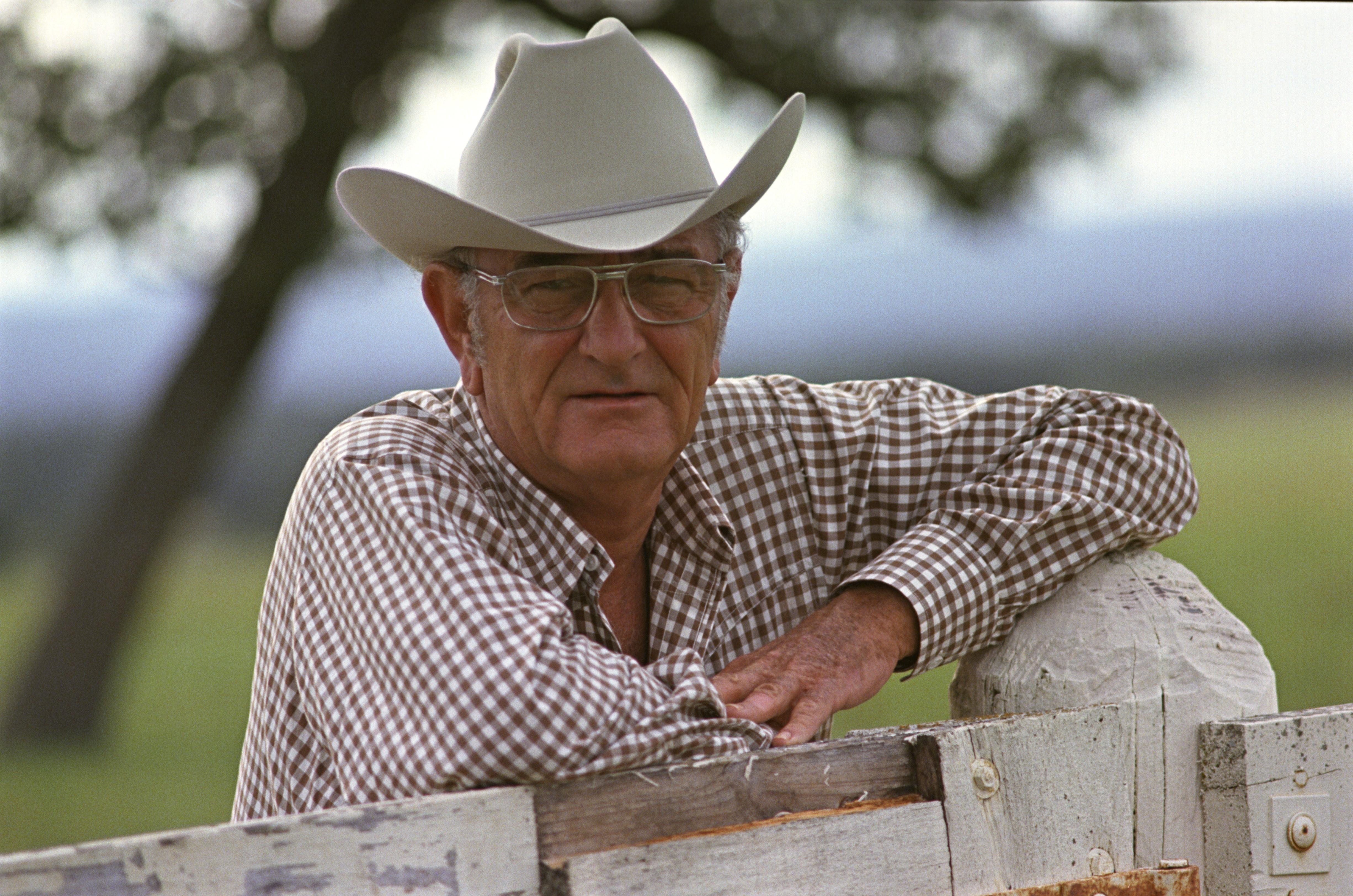
Johnson fotografato nel suo ranch nel 1972

Dopo questi fatti, a sorpresa, Johnson, ormai stanco, anche per i problemi di salute che lo affliggevano da parecchi anni, decise di ritirarsi dalla corsa alle elezioni presidenziali di quell'anno (complice la nascita del movimento Dump Johnson) e non candidarsi per un terzo mandato, nonostante costituzionalmente lo potesse in quanto il primo (seguito alla morte di Kennedy) era durato meno di due anni (22 novembre 1963 - 20 gennaio 1965). Dichiarò:
(Lyndon Johnson in un discorso televisivo alla Nazione il 31 marzo 1968.)
I Democratici candidarono, tra gli altri, alle primarie, il vecchio rivale di Johnson, Robert Kennedy, il quale fu però assassinato lo stesso anno di Martin Luther King, nel difficile 1968. Alle elezioni di novembre il repubblicano Richard Nixon, ex delfino di Eisenhower, sconfitto da Kennedy nel 1960, e strenuo avversario della politica sociale di Johnson divenne nel 1969 il nuovo Presidente; Nixon continuò convintamente la guerra fino al trattato di Parigi del 1973 e alla sconfitta, che sancì la riunificazione del Vietnam sotto il governo comunista nel 1975, decretando il fallimento bellico della politica estera di Johnson.

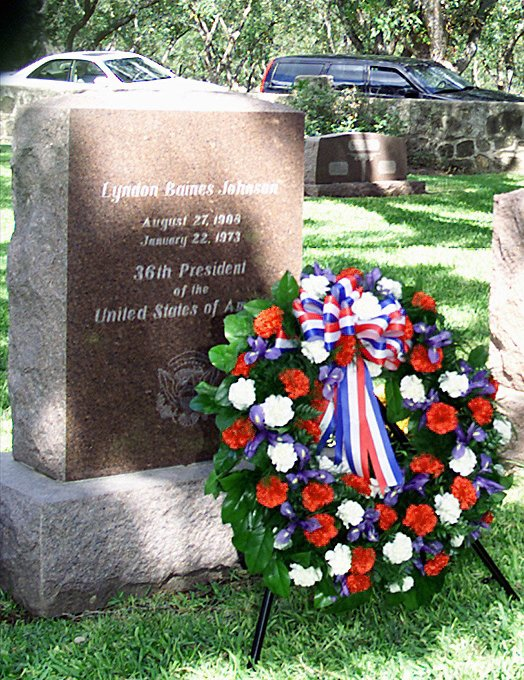
La tomba di Johnson

Dopo il passaggio delle consegne il 20 gennaio 1969, Lyndon Johnson si ritirò nel ranch che aveva nella natia Stonewall, dove si occupò della conduzione delle sue terre e dell'amministrazione delle sue proprietà, intervenendo però a una convention democratica e in poche altre occasioni.
L'ormai ex Presidente non avrebbe visto, per pochi giorni, nemmeno la stipula del trattato con i vietnamiti, che avrebbe messo fine ufficialmente alla guerra in Vietnam degli Stati Uniti.
Dopo la fine della presidenza, Johnson riprese a fumare, cosa che aveva smesso di fare nel 1955, dopo il primo infarto. Le sue condizioni cardiache peggioravano sempre di più e anche un'operazione di bypass coronarico sarebbe stata inutile, se non dannosa e pericolosa.

### Morte e sepoltura
A Stonewall, a quattro anni di distanza da quando lasciò la Casa Bianca, Johnson morì il 22 gennaio 1973, all'età di 64 anni, per un attacco cardiaco. Onorato con funerali di Stato, la sua tomba è nei pressi dello stesso ranch (donato poi allo stato del Texas e musealizzato con la denominazione Lyndon B. Johnson National Historical Park), in una zona di sepoltura privata, il Johnson Family Cemetery, ove riposano anche la moglie Lady Bird Johnson (morta nel 2007) e molti suoi antenati e congiunti.

## Immagine pubblica di Johnson
(Discorso di Johnson sui diritti civili, 6 agosto 1965)
Johnson è stato spesso descritto come un uomo sfrenatamente ambizioso, instancabile e imponente (con i suoi 193 cm è stato il Presidente degli Stati Uniti più alto della storia insieme ad Abraham Lincoln), efficace nel far passare le sue proposte legislative. Lavorava 18-20 ore al giorno senza interruzione e, apparentemente, evitava qualsiasi attività nel tempo libero. "Non c'è stato nessun leader politico più potente nella storia americana" scrisse il suo biografo Robert Dallek. Dallek ha dichiarato che Johnson aveva informazioni biografiche su tutti i senatori, conosceva le loro ambizioni, speranze e inclinazioni, utilizzando ciò a suo vantaggio nel garantire voti. Altri biografi di Johnson scrivono: "Avrebbe potuto alzarsi ogni giorno e imparare quali sono le loro paure, i loro desideri, e poteva quindi manipolare, dominare, convincere e persuaderli".
Johnson ha assunto anche un'immagine da tipico allevatore texano di bestiame nel ranch, dopo aver comprato la proprietà a Stonewall. Anche se personalmente Johnson era contrario alle guerre, si trovò nella situazione di non poter lasciare il Vietnam e dovette anzi incrementare lo sforzo bellico, sinceramente convinto del pericolo sovietico. In questo modo la sua immagine pubblica fu associata a quella della guerra, danneggiandolo anche sul versante della politica interna. Benché non fosse ritenuto un grande oratore, inferiore a Kennedy, dimostrò invece di saper parlare con efficacia e sincerità, usando parole atte a suscitare i giusti sentimenti negli uditori: tale immagine di parlatore mediocre e di leader non abbastanza carismatico, evidentemente falsa, era probabilmente derivata, almeno nel periodo della Vicepresidenza e della Presidenza (come accadde in parte anche a Nixon), dal contrasto tra la sua figura meno appariscente e quella dell'elegante, affascinante e giovane JFK, la cui popolarità fu accresciuta dalla tragica fine.
Johnson, oltre che di abile e spregiudicato politico, ebbe però anche fama di uomo schietto e diretto: quando fu operato per l'asportazione della cistifellea, i giornalisti, credendo che avesse invece una grave malattia, gli fecero domande insistenti durante un incontro sul prato della Casa Bianca. Dopo avere dato qualche risposta, Johnson si sbottonò la camicia e mostrò pubblicamente la cicatrice dell'intervento sull'addome, un fatto insolitamente informale per un Presidente.
Nonostante la prosecuzione della precedente guerra nel Vietnam e la fama di politico "senza carisma", per le sue riforme e il suo ruolo in un periodo difficile, il giudizio storico su Johnson tende a essere sostanzialmente positivo.

## Galleria d'immagini

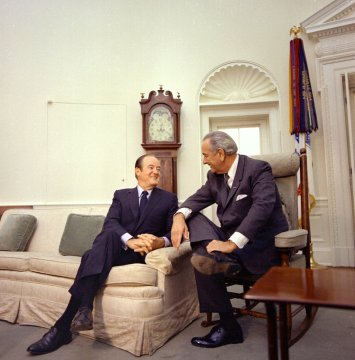
Johnson e il vice presidente Hubert Humphrey
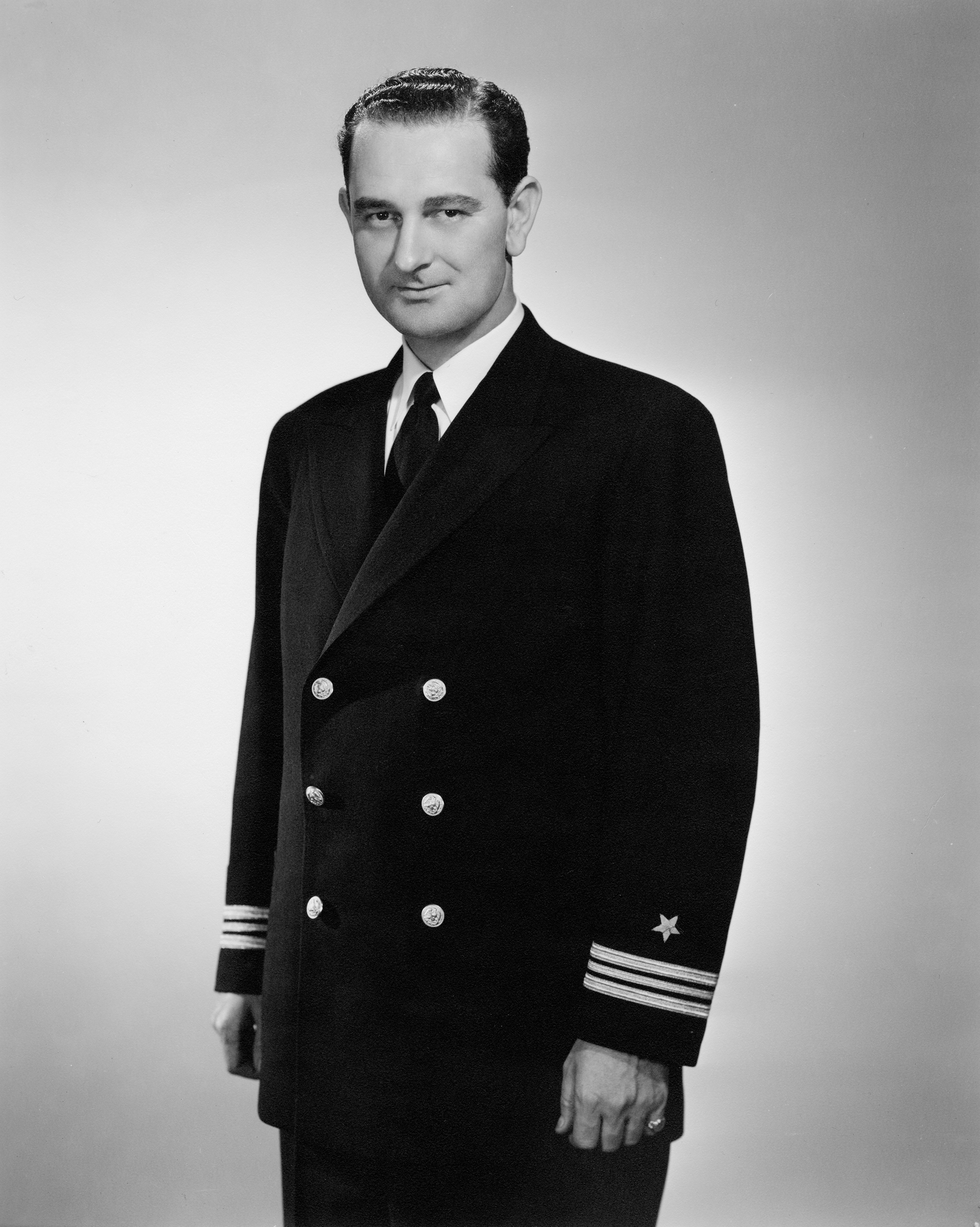
Johnson in uniforme della Marina (1942)
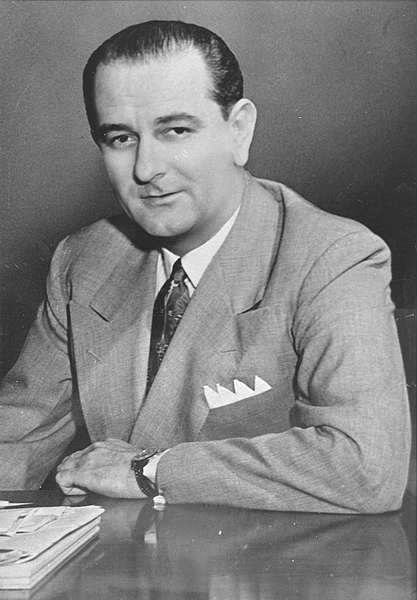
Ritratto come senatore
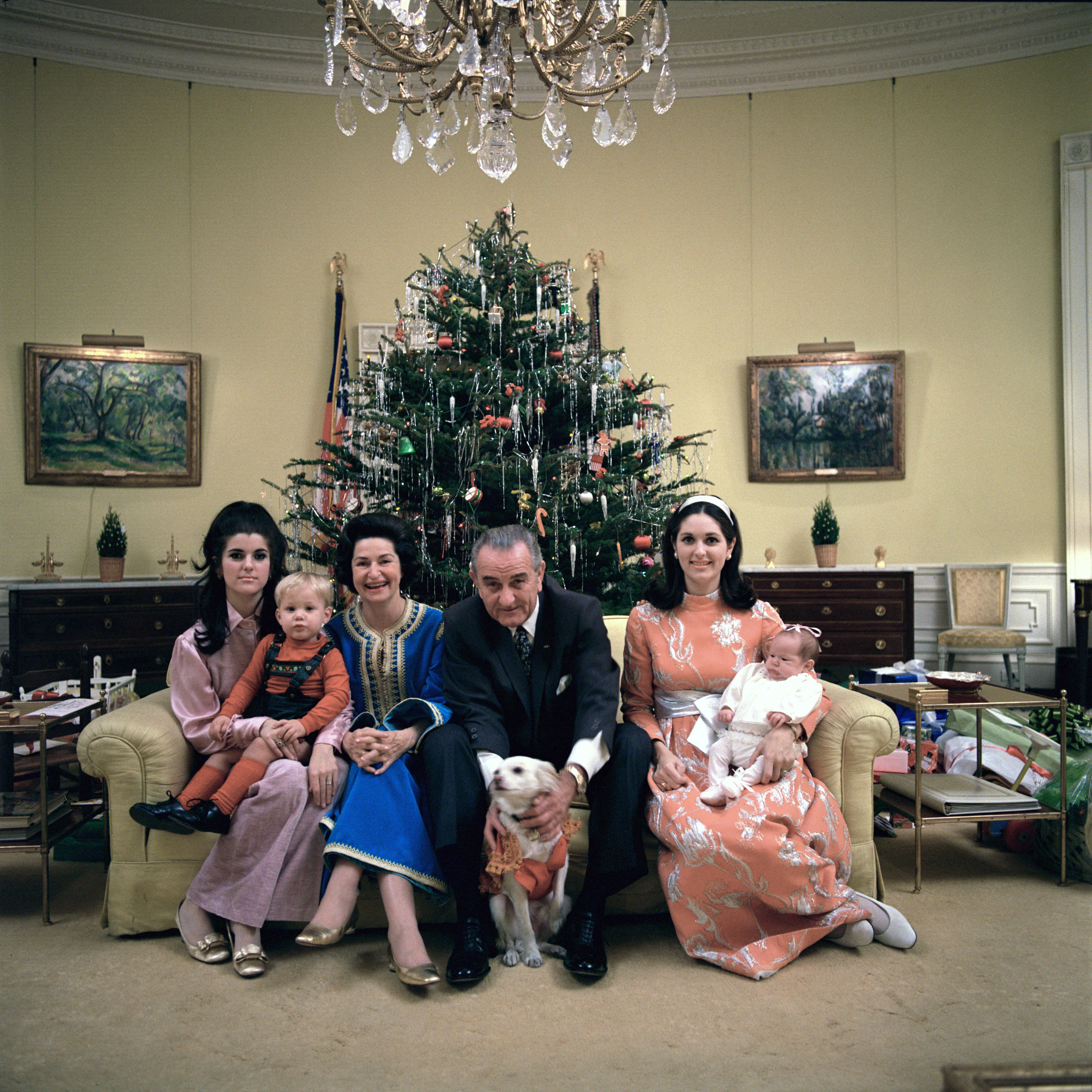
Il Presidente con la famiglia nello Studio Ovale
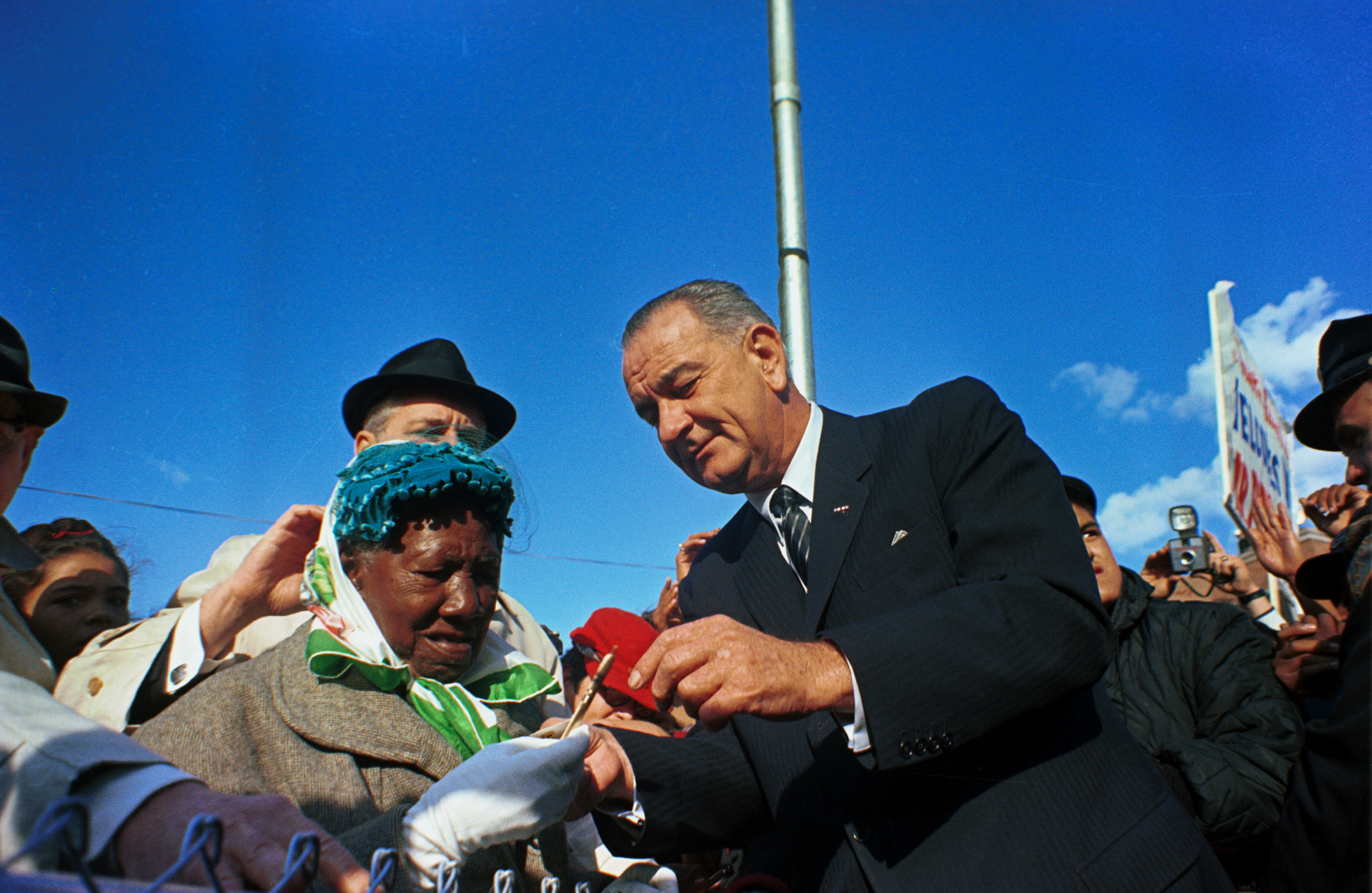
Johnson con un anziano elettore afroamericano in Illinois
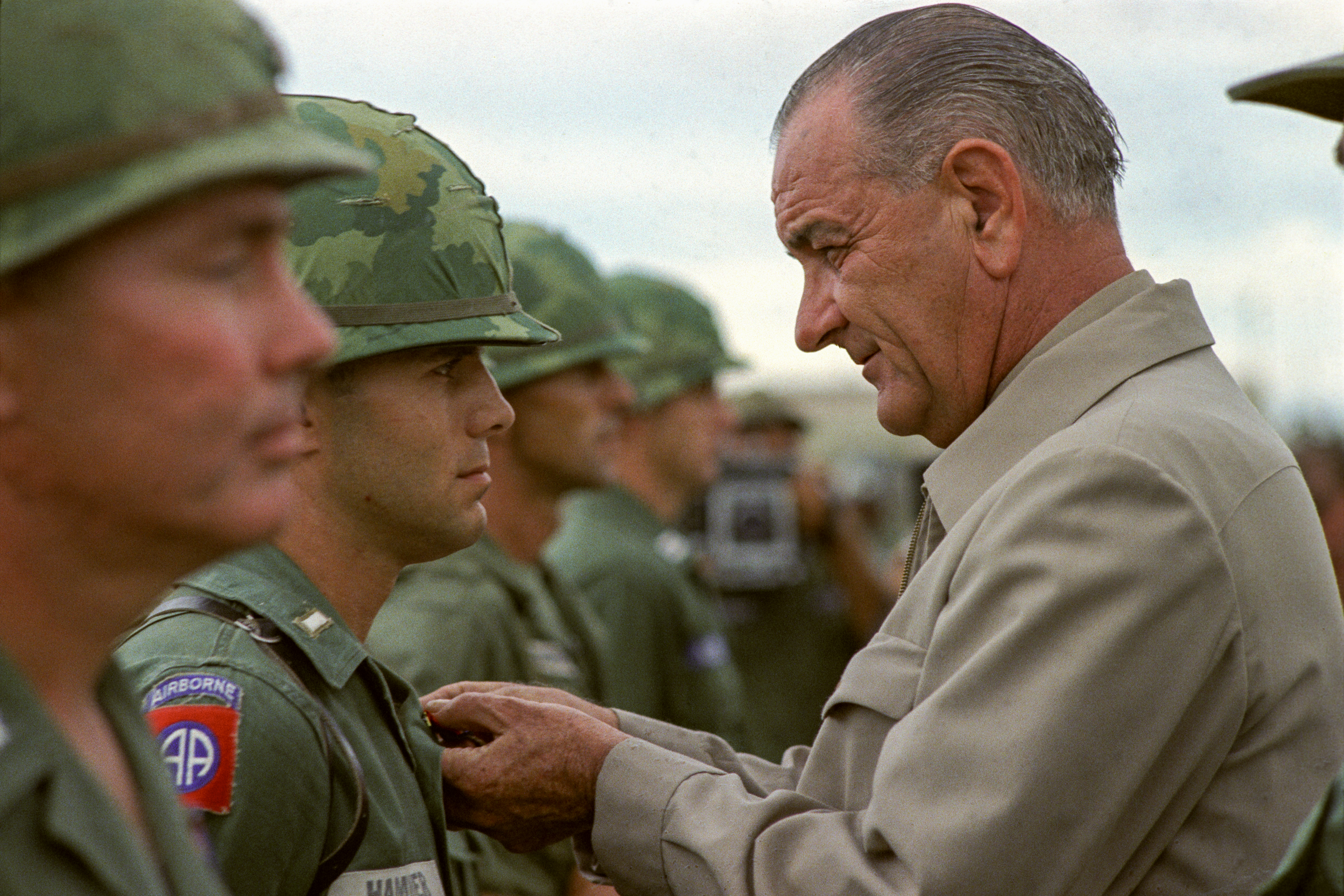
Visita ai soldati nel Vietnam del Sud
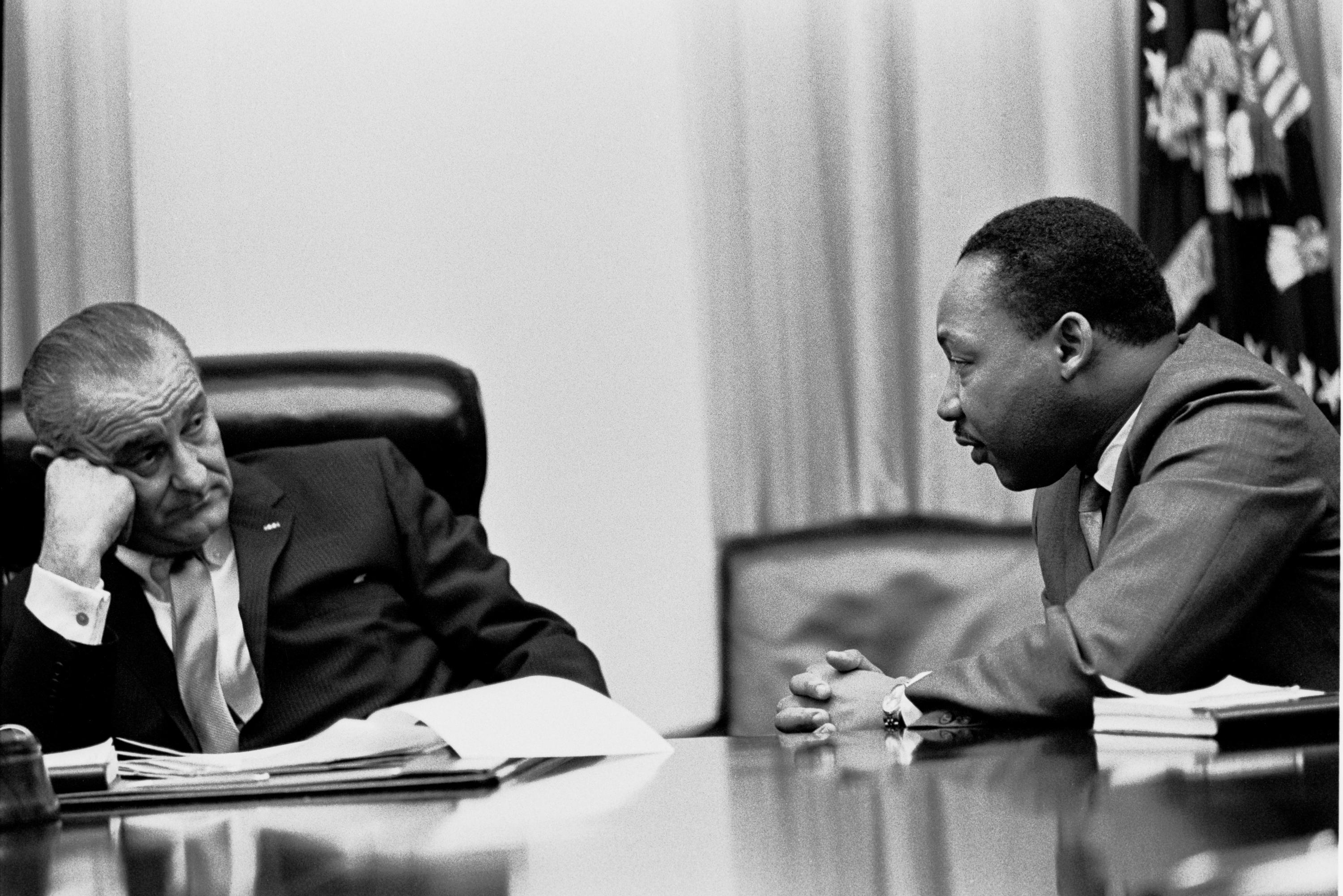
Colloquio con Martin Luther King
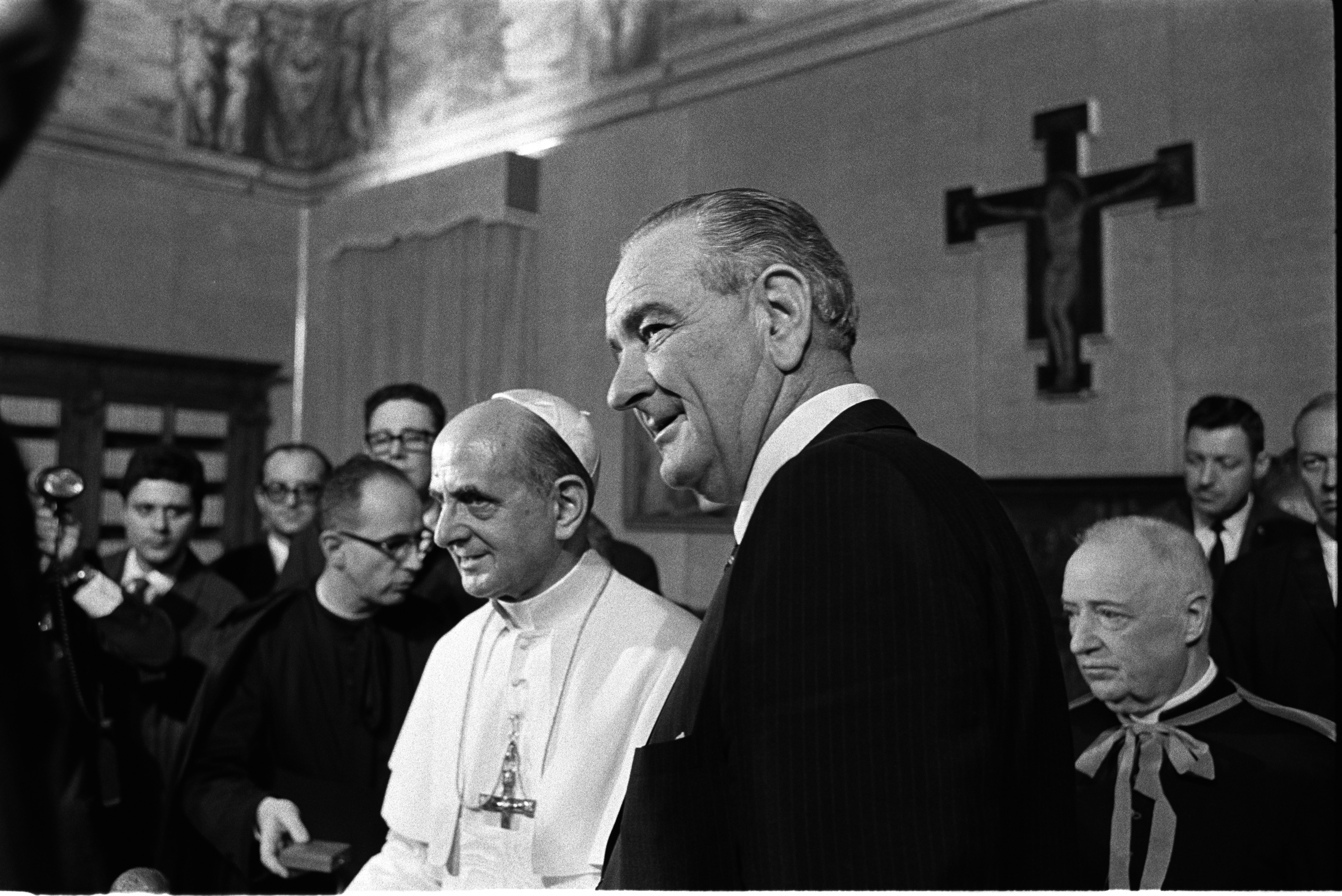
LBJ e Papa Paolo VI in Vaticano
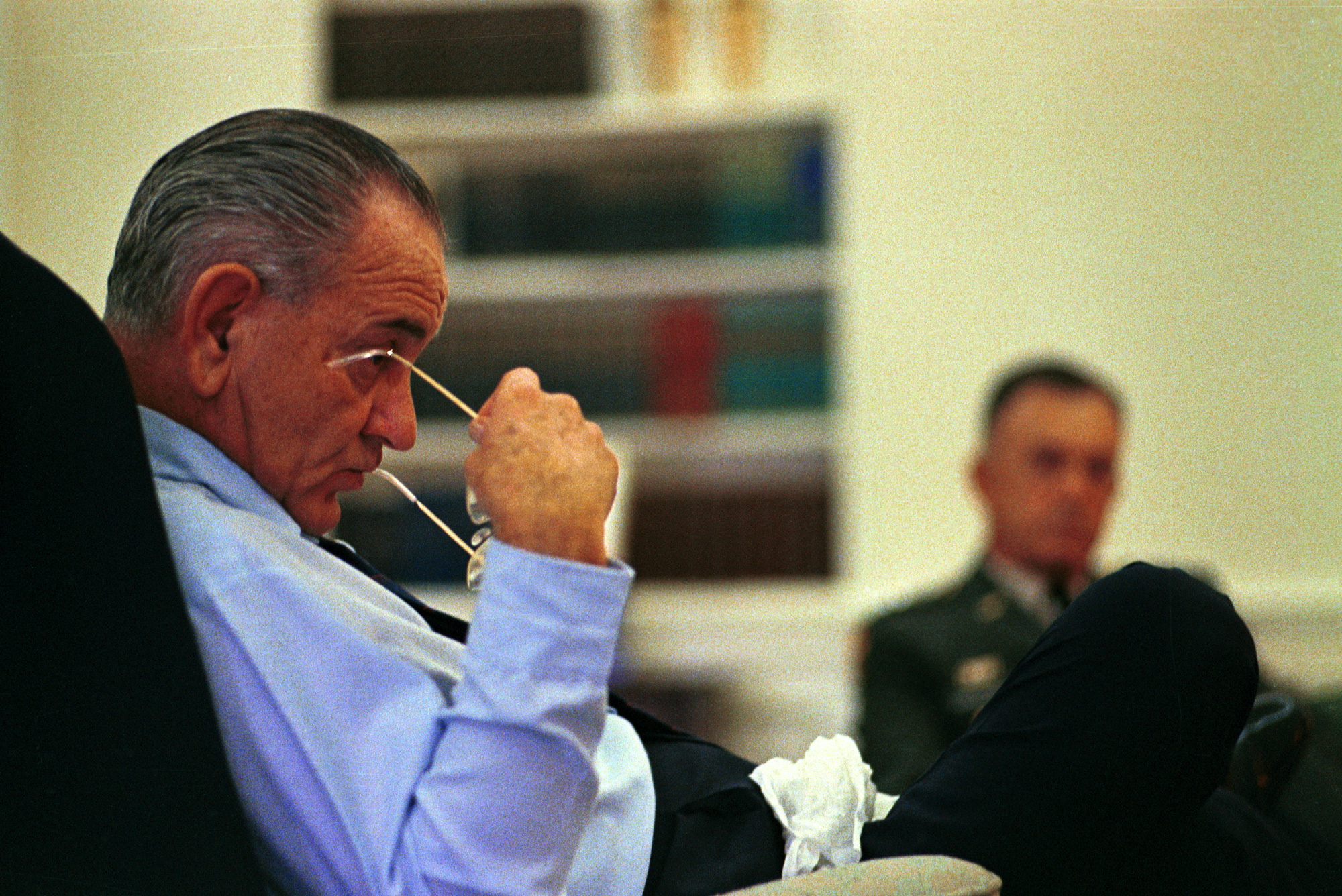
Il Presidente al lavoro nello Studio Ovale

## Riconoscimenti
- A lui è stato intitolato il Lyndon B. Johnson Space Center.

## Riferimenti in opere e mass media

### Racconti
David Foster Wallace ha scritto un racconto intitolato Lyndon, che narra le vicende di uno stretto collaboratore di Lyndon B. Johnson. Il racconto è pubblicato all'interno de La ragazza con i capelli strani, edito in Italia da Minimum Fax.

### Film
- "Path to War" (2002), di John Frankenheimer film Tv
- JFK - Un caso ancora aperto (1991), di Oliver Stone
- The Butler, regia di Lee Daniels (2013), interpretato da Liev Schreiber
- All the Way, regia di Jay Roach (2016), interpretato da Bryan Cranston
- LBJ, regia di Rob Reiner (2016), interpretato da Woody Harrelson

### Televisione
- The Kennedys (2011), interpretato da Don Allison
- The Crown  (2019), interpretato da Clancy Brown

### Musica
- Tom Paxton, Lyndon Johnson Told the Nation
- Hair, L.B.J.

### Documentari
- LBJ: un Presidente per caso - documentario italiano di Rai Storia, a cura di Giovanni Minoli

### Videogiochi
- Metal Gear Solid 3: Snake Eater, edito da Konami nel 2004 per PlayStation 2.

## Controversie su Johnson e la morte di Kennedy
Nel corso degli anni sono emerse molte tesi secondo le quali Johnson sarebbe stato coinvolto in più attività illegali. Si va da presunti brogli elettorali (nelle elezioni che lo portarono in Senato), a ripetuti casi di corruzione, fino a svariati omicidi nei quali LBJ sarebbe stato coinvolto o addirittura mandante. Barr McClellan, ex-avvocato di Johnson, nel suo libro Blood, Money, & Power: How LBJ Killed JFK (Sangue, Soldi, e Potere: Come LBJ ha ucciso JFK), descrive i presunti legami di Johnson con Malcolm (Mac) Wallace, un assassino texano. Sempre nel libro di Barr McClean Blood, Money, & Power: How LBJ Killed JFK è riportato che il 9 agosto 1984, Douglas Caddy, avvocato di Billie Sol Estes, miliardario fallito, amico e socio in affari di LBJ, scrisse a Stephen S. Trott al dipartimento di giustizia che Wallace, Billie Sol Estes, Lyndon B. Johnson e Cliff Carter erano coinvolti negli assassini di Henry Marshall, George Krutilek, Harold Orr, Ike Rogers, Coleman Wade, Josefa Johnson, John Kinser e John F. Kennedy. Naturalmente McClean include copia del documento originale.

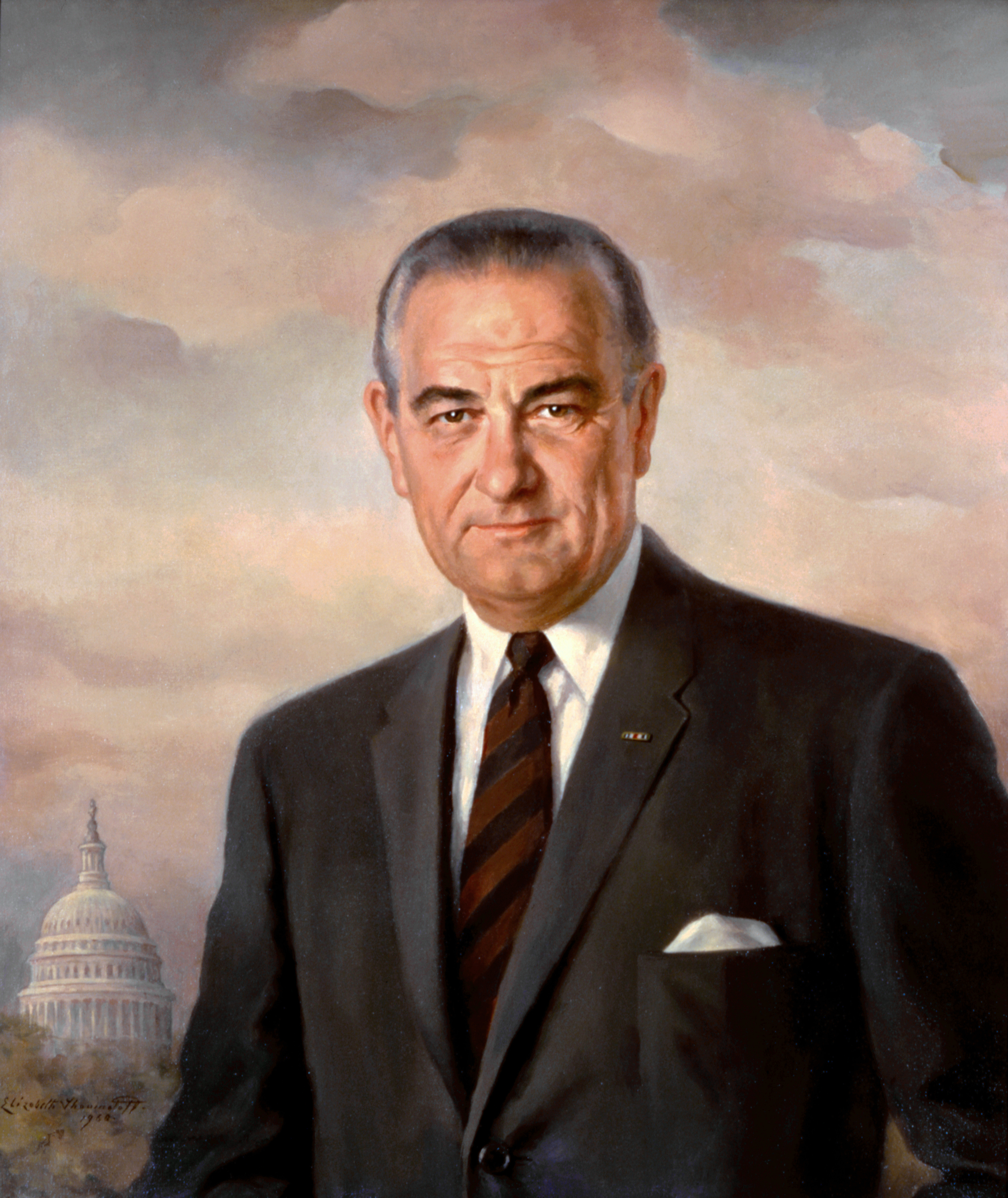
Ritratto a olio di Lyndon B. Johnson

Caddy aggiunse: "Mr. Estes è disposto a testimoniare che LBJ ha ordinato questi omicidi, e che ha trasmesso i suoi ordini tramite Cliff Carter a Mac Wallace, che ha eseguito gli omicidi". Queste dichiarazioni furono riprese in un altro libro del giornalista francese William Reymond, JFK, le dernier témoin (JFK, l'ultimo testimone), che descrive i supposti segreti di LBJ. Anche E. Howard Hunt, ex agente della CIA (coinvolto nello Scandalo Watergate), ha indicato in LBJ il mandante politico dell'omicidio Kennedy.
Convinzione nutrita anche privatamente da Jim Garrison, il procuratore che accusò l'uomo d'affari di New Orleans Clay Shaw di cospirazione. La confessione dell'amante texana di Johnson Madeleine Duncan Brown è risultata secondo alcuni priva di fondamento perché la sera precedente all'assassinio di Kennedy, Johnson non era a una cena con i petrolieri del Texas ma era in albergo con Kennedy; ma Johnson avrebbe comunque potuto raggiungere i suoi amici in tarda sera.
Inoltre LBJ aveva perso molto della sua influenza nel Texas, a causa del suo legame con "Camelot", gli uomini della Nuova Frontiera. Jackie Kennedy accusò Johnson e una lobby texana, in un'intervista rilasciata allo storico Arthur Schlesinger Jr. e dei quali il New York Times ha pubblicato degli estratti.
Nel libro di Penn Jones, Jr. Forgive My Grief, è riportata una lettera fatta uscire dal carcere, nella quale è scritta l'opinione di Jack Ruby, secondo il quale LBJ sarebbe il principale responsabile dell'assassinio di John Kennedy. Questa non solo è un'opinione, ma per di più è l'opinione di una persona che è stata dichiarata ammalata di mente da uno psichiatra, non è una prova né una confessione. Il libro di James Hepburn, Farewell America (America Addio), in italiano Il complotto: controinchiesta segreta dei Kennedy sull'omicidio di JFK, presentato da Walter Veltroni, in cui viene descritta la dinamica della sparatoria, le lacune nelle indagini, i poteri coinvolti, spinsero i Kennedy a cercare un'altra verità.
Per questo vollero una loro controinchiesta che, incredibilmente, fu sostenuta dal generale De Gaulle e dai servizi segreti sovietici: ne nacque un dossier in forma di libro, intitolato The Plot, da cui emergeva, con nomi e cognomi, il quadro di una cospirazione ai danni del presidente statunitense. In questo libro si legge che il 7 ottobre 1963, Bobby Baker, segretario del Senate Democratic Caucus e conosciuto come il 101° senatore, si dimise dal suo incarico in seguito alle accuse di manipolazioni finanziarie irregolari e traffico d'influenza. Baker, un ex del Senato che aveva servito come "una sorta di valletto ad alcuni dei più potenti uomini in America," era stato raccomandato per il suo lavoro da Lyndon Johnson. In pochi anni aveva accumulato una piccola fortuna.
L'autore afferma che Kennedy è stato eliminato per aver osato sfidare l'establishment finanziario-bancario: la Federal Reserve che è una corporazione privata, e le banche della FED, che sono anch'esse private. Nel libro di Mathias Broeckers Colpo di Stato in America, l'autore accusa l'amministrazione Johnson di avere utilizzato mezzi e opportunità per la copertura, per le indagini non compiute, per avere messo due nemici di Kennedy, John Edgar Hoover e Allen Welsh Dulles, nella Commissione Warren d'inchiesta sull'assassinio di Kennedy.